# Sulor
Sulor (Sulidae) är en familj fåglar som omfattar tio arter som brukar delas upp i de tre släktena:  Morus, Papasula och Sula. Traditionellt har familjen placerats i ordningen pelikanfåglar men molekulära och morfologiska studier har visat att denna ordning är parafyletisk. Sulorna har därför flyttats till den nya ordningen sulfåglar tillsammans med fregattfåglar, skarvar och ormhalsfåglar.
Sulor är stora havslevande fåglar med långa smala vingar och spetsig stjärt. Deras näbb är rak och spetsig och könen är lika till utseendet. De störtdyker från hög höjd likt tärnor för att fånga sitt byte.

## Släkten och arter
Efter AviList:
- Släkte Papasula
  - Julösula (Papasula abbotti)
- Släkte Morus
  - Havssula (Morus bassanus)
  - Kapsula (Morus capensis)
  - Australisk sula (Morus serrator)
- Släkte Sula
  - Rödfotad sula (Sula sula)
  - Brunsula (Sula leucogaster)
  - Cocossula (Sula brewsteri)
  - Nazcasula (Sula granti)
  - Masksula (Sula dactylatra)
  - Perusula (Sula variegata)
  - Blåfotad sula (Sula nebouxii)